# 弗兰克-瓦尔特·施泰因迈尔
弗兰克-瓦尔特·施泰因迈尔（德語：Frank-Walter Steinmeier，德語發音：[ˈfʁaŋkˌvaltɐ ˈʃtaɪnˌmaɪ.ɐ] ⓘ，1956年1月5日—）是一名德國政治人物，現任德國聯邦總統。他生于北莱茵-威斯特法伦州的代特莫尔德市，是德国社会民主党内的一名重要人物。2005年出任德国总理默克爾大联合政府内阁的外交部长，2007年出任副总理。2013年第二次出任德國外交部長，繼續擔任外交部長直到當選德國總統。

## 簡介

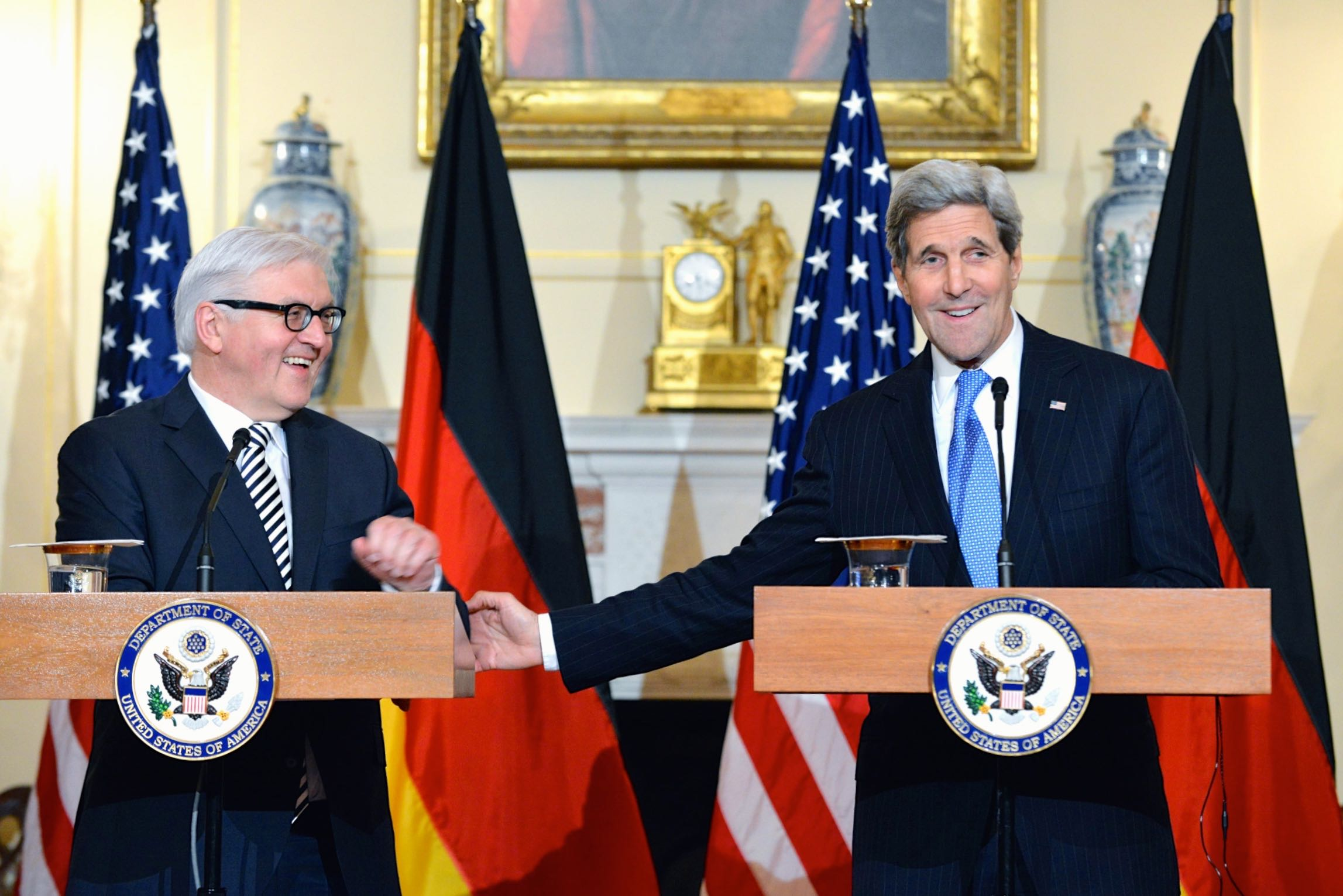
2015年3月11日施泰因迈尔与美国国务卿约翰·福布斯·克里会面

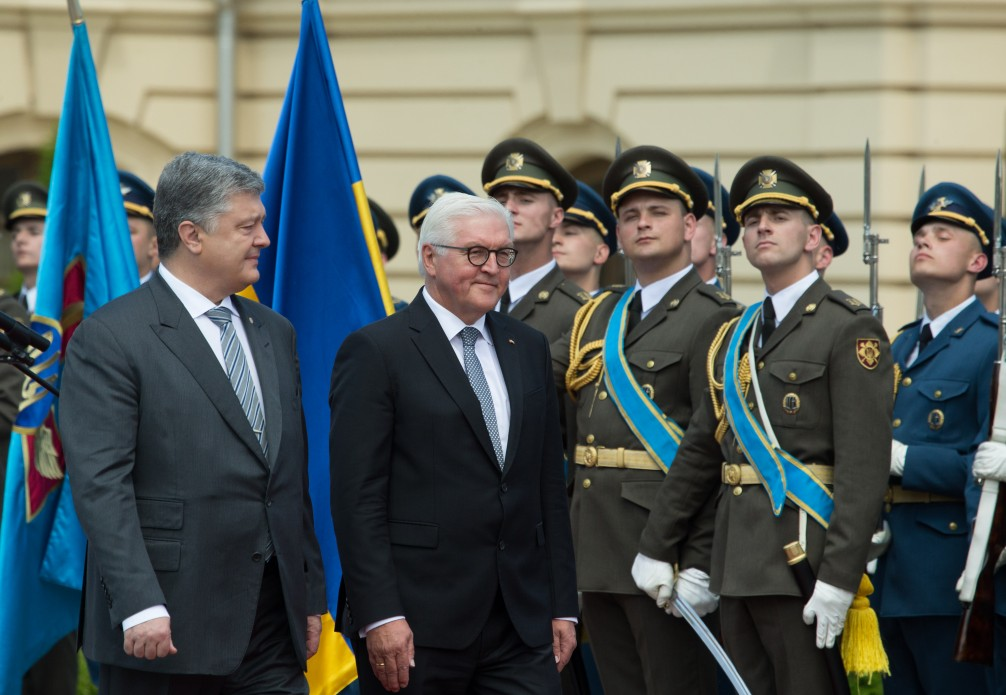
施泰因迈尔与乌克兰总统彼得·波罗申科（2018年5月29日）

早年施泰因迈尔曾先后就读于吉森大学的法学和政治学专业，并分别在1982年和1986年通过了两次法学国家考试，在此期间他还在吉森大学担任公法和政治学的助教，并最终在1991年取得博士学位。在学生时代，施泰因迈尔还是一份名叫《民主与公正》的左翼杂志的编辑。
2008年9月7日他經德国社会民主党主席团推荐为2009年德国联邦议院选举总理候选人。2009年9月27日德国联邦议院选举，社会民主党惨遭落败，議席大減，自1998年首次失去執政地位。他失去聯合政府内的职务，其後在聯邦议会中任在野党社会民主党党团领袖。
2013年12月17日，新的基民盟-基社盟-社民黨大聯合政府成立，他再次出任外交部長。
2017年2月12日，他在德國聯邦大會，以931/1,260票当选德意志联邦共和国总统。
2022年2月13日，施泰因迈尔以1,045票的绝对多数票再次当选德国联邦总统。

## 個人生活
施泰因迈尔1995年同法官埃爾克·比登本德结婚。他们是在大学期间认识的，都是法律专业。 俩人有一个女儿，生于1996年。施泰因迈尔信奉基督改良教会，现住在柏林的采伦多夫。自2008年起，他拥有一个自己的选区，即他的第二住址博兰登堡州的萨林根。2010年8月23日他宣布，因为妻子的疾病，自己将从政界隐退几个星期。第二天，从他的身体里取出了一颗肾脏，捐给了妻子。他自己曾在1980年的法律结业考试前，因为角膜溃疡，接受过角膜移植，从而不至于失明。
2015年10月29日，施泰因迈尔获得了希腊一所大学的荣誉博士头衔，2016年12月19日，德国帕得波恩大学也授予其荣誉博士。 
施泰因迈尔青年时期曾在TuS 08 Brakelsiek足球队踢球，外号Prickel。他现在是沙尔克04的球迷。

## 荣誉

### 外国勋章奖章
- 意大利共和国功绩大十字骑士勋章（義大利語：Ordine al merito della Repubblica Italiana）（意大利，2006年3月21日公布[4]）
- 功绩大十字勋章（英语：Royal Norwegian Order of Merit）（挪威，2007年10月15日颁发[5]）
- 功绩大十字勋章（葡萄牙語：Ordem do Mérito）（葡萄牙，2009年3月2日公布[6]）
- 恩里克王子勋章大颈饰（葡萄牙語：Ordem do Infante D. Henrique）（葡萄牙，2018年3月1日公布[6]）
- 芬兰白玫瑰大十字勋章附颈饰（芬兰，2018年[7]）
- 白隼大十字勋章附颈饰（英语：Order of the Falcon）（冰岛，2019年6月12日[8]）
- 意大利共和国功绩大十字骑士勋章附颈饰（義大利語：Ordine al merito della Repubblica Italiana）（意大利，2019年9月17日公布[9]）
- 大象勋章（丹麦，2021年11月10日[10]）

## 外部链接

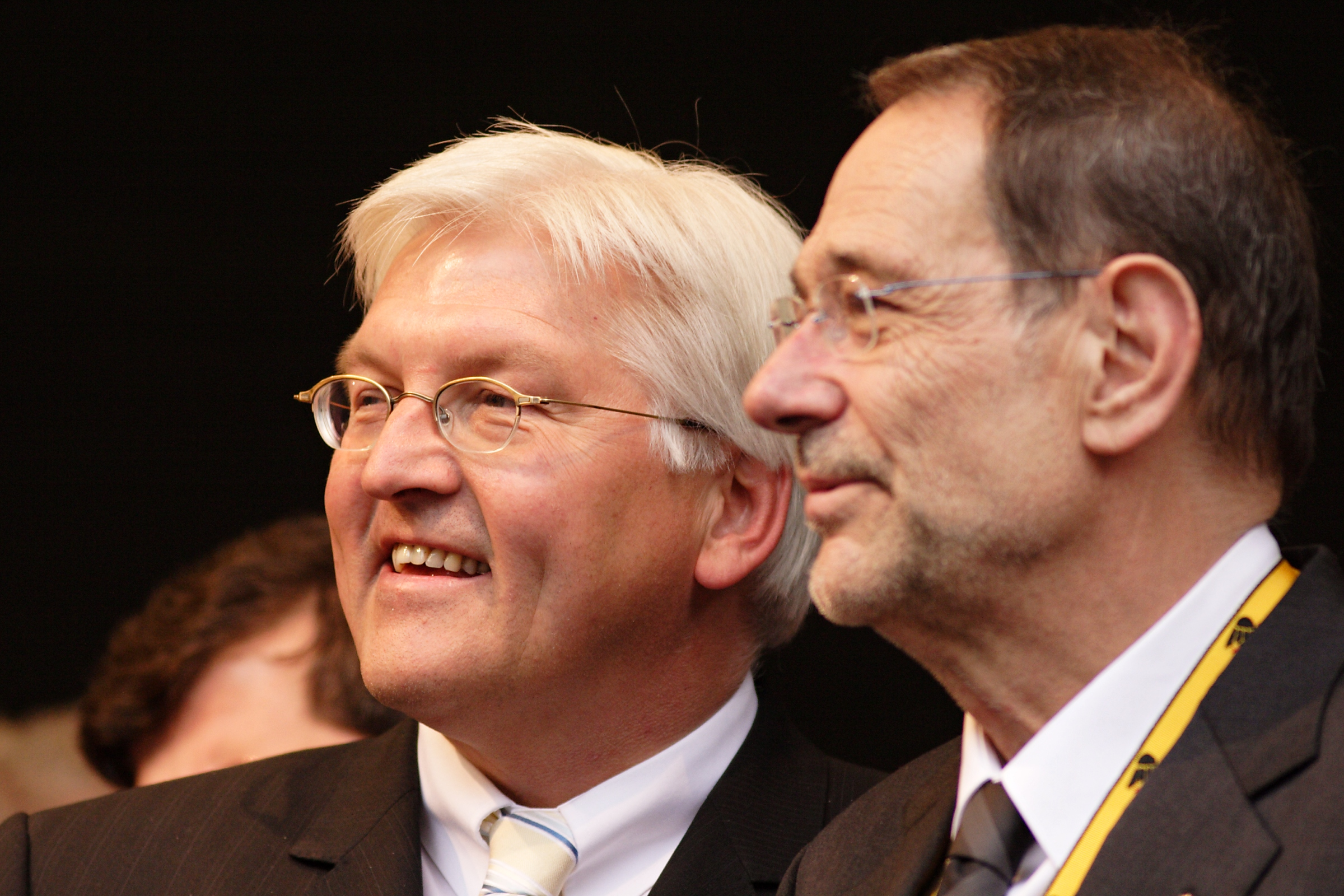
弗兰克-瓦尔特·施泰因迈尔（左）在亚琛卡尔奖 颁奖后与哈维尔·索拉纳谈话